# Амадока (роман)
«Амадо́ка» — третій роман української письменниці Софії Андрухович, виданий 2020 року «Видавництвом Старого Лева». Авторка писала роман протягом трьох років, від моменту задуму до реалізації ідеї пройшло 6 років. Оформленням книжки займалася Творча майстерня «Аґрафка».

## Сюжет
Після тяжкого поранення в ході російсько-української війни головний герой роману втрачає пам'ять. Його понівечене обличчя ніхто не може впізнати. Потрапивши до клініки, чоловік не мав жодних документів.
В такому стані повної амнезії та невпізнанності його знаходить жінка, яка вважає його своїм загубленим на війні чоловіком і намагається відродити чи принаймні вибудувати наново його пам'ять. Назва роману відсилає до легендарного озера, яке, за Геродотом, знаходилося на теренах теперішньої України. Озеро Амадока протягом століть відтворювалося картографами, аж поки врешті не зникло без сліду.
Авторка роману задається питанням про безслідне (чи не зовсім) зникнення цілих світів культури на кшталт єврейського світу в Україні до голокосту чи культурного українського життя до винищення української інтелігенції в 1920-ті та 1930-ті роки.
Три частини, три складні теми: АТО, Голокост і Розстріляне відродження; багато метафор, алюзій та доль, які якимось чином змотані у клубок, хоча існують у різному часі і просторі.
Головний символ роману Амадока «найбільше озеро Европи, якого немає». І пам'ять, яка не є. Озеро, що позначали на стародавніх картах на межі Волині і Поділля, зникло безвісти як і тисячі, мільйони людей на війні, під час сталінських репресій, Голокосту. Хтось має відчути і розказати їхні історії.

## Мотиви та символи в романі
Твір Софії Андрухович – це роман не просто про спогади, а про розкидані уламки спогадів, які, мов пазли, варто зібрати докупи. Розкиданою і дещо фрагментарною є і композиція «Амадоки», але водночас всі три частини книги між собою пов’язані. Тим же, що зводить це все докупи, є саме мотив пам’яті. І в кожній із частин пам’ять прибирає своїх форм.
Так, у першій частині перед нами постає сучасна Україна, авторка звертається до теми російсько-української війни та АТО. Основним символом пам’яті тут виступають шрами. Ці відмітини на тілі нагадують нам про те, чого наша свідомість може не знати. Обличчя і тіло головного героя густо пошрамовані, і кожен шрам несе в собі уламок того, про що сам персонаж не пам’ятає.
У другій частині пам’ять втілена у фотокартках. Саме світлини тут виступають полем для сюжету. Через них Романа розповідає Богданові про часи Голокосту. Кожна світлина – це окрема розповідь, поєднання ж цих розповідей творять історію.
У третій частині через сплетіння образів Пінзеля, Баала Шем Това та Сковороди авторка розкриває полотно епохи бароко, а на тлі центральної постаті Віктора Петрова розплітає добу «розстріляного відродження». Спогад трансформується передовсім у скульптури Пінзеля, листування Петрова та світлини й відео із соцмереж Романи.
Помітно, що кожен із вищезгаданих образів спогаду є неточним: шрами для Богдана спершу нерозгадані шифри, фотокартки постають як простір нав’язаної пам’яті, а біографії барокового тріо та розстріляних митців - це насправді вільний простір для інтерпретацій. Тож авторка наголошує на відносності пам'яті як такої.
Із мотивом пам’яті пов’язаний у романі й мотив пошуку власної ідентичності. Причому ідентичність так само постає у різних втіленнях. Одне з них – це ім’я. Помітним є те, що авторка спершу ніби зумисне намагається приховати ідентичність своїх героїв. Так, на самому початку розповіді Софія Андрухович не розкриває імена двох головних персонажів, використовуючи замість них особові займенники він та вона. Однак якщо відсутність імені говорить про відсутність ідентичності, то наділення людини певним іменем ще не свідчить про миттєве її здобуття. Так, Романа дає Вікторові ім’я Богдан, але вона не здатна повністю прищепити йому чужу ідентичність.
Іншим безпомилковим виразником ідентичності є мова. Головний герой не може пригадати хто він, але його мова його видає, саме через мову він несвідомо віднаходить себе.
Примітним одначе є й те, що з Романою герой майже не говорить, тобто його втрата ідентичності веде до втрати мови. Лише згодом у деяких сценах ми нарешті можемо побачити Богданову перспективу ситуації. Важливо також, що поступова втрата німоти пов’язана у творі з поступовим набуттям ідентичності та пригадуванням себе.
Загалом же роман Софії Андрухович про намагання зібрати людину за власною моделлю (зрештою, саме цим Романа і займається). Авторка ніби підкреслює, що спогади – це пазли людської ідентичності, але сама ідентичність залежить не від пазлів-спогадів як таких, а від того, хто і як ці пазли складе.
Водночас письменниця наголошує на марнотності подібного намагання вибудувати пам’ять із чужорідних елементів. Адже пам’ять – це дерево, яке корінням вростає в людину, плекаючи на своїх гілках листя подій; пам’ять – це те, що формує людину і те, чого сама людина ніколи зумисне не позбудеться.

## Нагороди
Книга стала лауреатом книжкової премії «Зустріч: Українсько-єврейська літературна премія» 2023 року.
Софія Андрухович та перекладачі її книги німецькою мовою Александр Кратохвіль і Марія Вайсенбьок у 2024 році стали лауреатами Міжнародної премії імені Германа Гессе. У Німеччині книга виходила у трох частинах: Die Geschichte von Romana («Історія Романи»), Die Geschichte von Uljana («Історія Уляни») і Die Geschichte der Sofia («Історія Софії»). Премію надано за перші дві з них, оскільки третя на момент нагородження ще не вийшла друком.

## Цитати
«Духовно розвинені особи мають особливу слабкість перед тим, що вважають жахливими гріхами смертних. Що страшніші гріхи, то невідпорніша привабливість грішників».
«Я, виявляється, виникаю з пам'яти, а не з заплідненої яйцеклітини».